# Paul Otchakovsky-Laurens
Pour les articles homonymes, voir Laurens.
Paul Otchakovsky-Laurens, né le 10 octobre 1944 à Valréas et mort le 2 janvier 2018 à Marie-Galante en Guadeloupe,,, est un éditeur français, fondateur des éditions P.O.L.

## Biographie

### Famille
Paul Otchakovsky-Laurens est le fils du peintre Zelman Otchakovsky, mieux connu sous le nom de Zelman qui fit partie du groupe Témoignage, et d'Odette Labaume, professeure de lettres classiques.
Son père, issu d'une famille juive originaire de Bessarabie dans l'actuelle Moldavie, meurt de tuberculose quand Paul n'a que trois mois. Sa mère trouve alors refuge avec ses deux garçons, Henry et Paul, chez une cousine, Berthe Laurens, à Sablé-sur-Sarthe (France). Deux ans plus tard, atteinte de tuberculose elle aussi, elle intègre un sanatorium. Henry, son fils aîné, sera placé dans un orphelinat, tandis que le jeune Paul est adopté par Berthe Laurens, dont le nom sera ajouté à son patronyme initial.
D'abord marié à Monique Pierret (1970-2006) — le couple a un fils, François, enseignant-chercheur en histoire, et une fille, Marie —, Paul Otchakovsky-Laurens se remarie en 2014 avec Emmelene Landon, peintre et romancière.

### Parcours
Dans les années 1960, ses années lycée, il se destine au cinéma, anime des ciné-clubs, participe à la revue Jeune Cinéma et à la Fédération Jean-Vigo des ciné-clubs, ainsi qu’à Téléciné. Il pense même à préparer l’Idhec, mais en est dissuadé par sa tante et s’oriente alors vers le droit.
Au cours de ces études, il se découvre une passion pour la littérature et se dirige vers le domaine de l'édition, milieu dans lequel il débute en tant que stagiaire chez Christian Bourgois, puis lecteur chez Flammarion.
Au début des années 1970, Paul Otchakovsky-Laurens crée, après l'avoir proposée à Henri Flammarion, la collection « Textes » aux éditions Flammarion, puis en 1977 la collection « P.O.L » (ses initiales séparées par des points mais sans point final) chez Hachette. Il y publie notamment La Vie mode d'emploi de Georges Perec en 1978.

#### Fondation des éditions P.O.L
En 1983, Matra, actionnaire d’Hachette, aspire à plus de rentabilité et Paul Otchakovsky-Laurens décide de fonder sa propre maison d'édition : P.O.L, avec l'appui du groupe Flammarion qui détient 66 % du capital. Après le retrait des Flammarion, Gallimard entre à hauteur de 25 %, distribue et diffuse la production de P.O.L tandis que Jean-Jacques Augier en devient l'actionnaire majoritaire. En 2003, Antoine Gallimard acquiert les parts de Jean-Jacques Augier et détient désormais 88 % du capital, Paul Otchakovsky-Laurens en détenant 11 %.
Paul Otchakovsky-Laurens fait émerger ou découvrir de nombreux auteurs. Il collabore avec Marguerite Duras : La Douleur (1985) sera son premier grand succès d'édition. Il soutient aussi Emmanuel Carrère, Marie Darrieussecq, Camille Laurens, Olivier Cadiot, Leslie Kaplan, ainsi que Renaud Camus, dont il se sépare en 2012. Il publie aussi Valère Novarina, Bernard Noël, René Belletto, Martin Winckler, Mathieu Lindon, Guillaume Dustan, Charles Juliet et bien d'autres.
Il décède le 2 janvier 2018 à Marie-Galante (Guadeloupe) dans un accident de voiture. Dans un communiqué de  l'Élysée, le président de la République rend hommage au disparu.

#### Cinéma
En 2009, il réalise un premier documentaire autobiographique intitulé Sablé-sur-Sarthe, Sarthe puis, en 2017, un second : Éditeur, dans lequel il fait « le récit de sa vocation, tout en tentant des expérimentations cinématographiques » (Murielle Joudet, Le Monde).
Paul Otchakovsky-Laurens a présidé l'avance sur recette au CNC de 2011 à 2014 et a également été président du conseil d'administration du Festival international du documentaire de Marseille (FID) .

## Filmographie
- 2009 : Sablé-sur-Sarthe, Sarthe, documentaire[11].
- 2017 : Éditeur, documentaire.